# レオン語

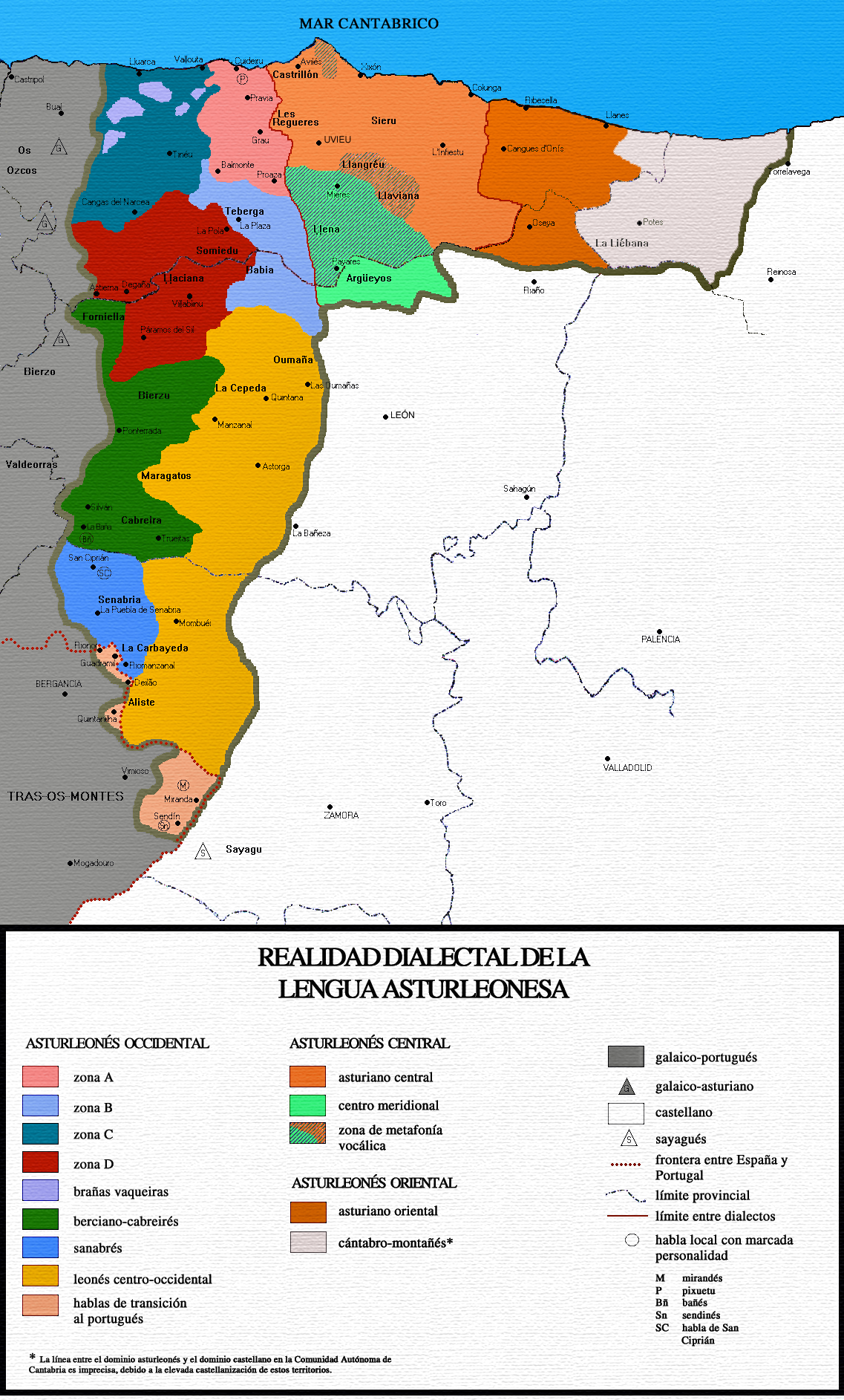

レオン語（レオンご、llionésまたはlleonés）は、スペインカスティーリャ・イ・レオン州レオン県とサモーラ県の一部で話されている、ラテン語から派生したロマンス語の一つ。アストゥリアス州で話されている同系の言語はアストゥリアス語（l'asturianu）と呼ばれ、合わせてアストゥリアス・レオン語（l'asturllionés）、あるいは単にレオン語、またはアストゥリアス語と呼ばれることも多い。またカンタブリア州の一部（el montañés）や、エストレマドゥーラ州カセレス県の一部（エストレマドゥーラ語、el estremeñu）でも変種が話されている。
ポルトガルのミランダ・ド・ドウロ地域で話される近縁の言語は、ミランダ語と呼ばれ、これらの言語で唯一公用語となっている。

## 特徴

### 音韻
表記は国際音声字母の規範と一致させている。

#### 母音
レオン語の母音体系では5つの母音が区別される。5つの母音は開き具合によって3つ（狭・中間・広）、舌の位置によって3つ（中・前・後）に分けられる。)
|                     | 前舌 (硬口蓋) | 中舌 | 後舌 (軟口蓋) |
| 狭母音 (開き最小)   | i             | -    | u             |
| 中間母音 (開き中間) | e             | -    | ɔ             |
| 広母音 (開き最大)   | -             | a    | -             |

#### 子音
/n/は 語末で/ŋ/のように発音され、 /g/ は単語のはじめも含め有声摩擦音として発音される。
|            | 唇音 | 歯音 | 歯茎音 | 硬口蓋 | 軟口蓋 |
| ---------- | ---- | ---- | ------ | ------ | ------ |
| 無声閉鎖音 | p    | t    | -      | ʧ      | k      |
| 有声閉鎖音 | b    | d    | -      | ɟ      | g      |
| 摩擦音     | f    | θ    | s      | ʃ      | -      |
| 鼻音       | m    | -    | n      | ɲ      | -      |
| 側面音     | -    | -    | l      | ʎ      | -      |
| ふるえ音   | -    | -    | ɾ / r  | -      | -      |

### 文法

#### 名詞
名詞には単数・複数の2つの数があり、男性・女性の2つの性がある。 性・数の基本的な語尾は以下のようになる。
- 男性名詞:-u。複数では-os。（例）el feitu, los feitos （事実）
- 女性名詞:-a。複数では-as 。（例）la cousa, las cousas （事、物）

#### 形容詞
形容詞には単数・複数の2つの数があり、男性・女性の2つの性がある。 性・数の基本的な語尾は以下のようになる。
- 男性形：-u。複数では-os。（例） feyu, feyos（醜い）
- 女性形： -a。複数では-as（例）piqueiña, piqueiñas （小さい）
- 男性形/女性形共通：e。複数では-es: podre, podres （腐った）

レオン語では形容詞は名詞の性・数に一致する、これはポルトガル語やイタリア語と言った他のラテン系言語と同じである。

#### 所有詞
レオン語ではガリシア語やイタリア語のように所有詞の前に定冠詞を置く。
- レオン語: el mieu teléfonu, las mias vacas.
- ガリシア語: o meu teléfono, as miñas vacas.
- カスティーリャ語: mi teléfono, mis vacas.

（私の電話、私の牛たち）

#### 定冠詞
レオン語の定冠詞は以下のようである。
- el.（男・単数）
- la.（女・単数）
- lu.（中）
- los.（男・複数）
- las.（女・複数）

#### 代名詞
レオン語の代名詞は以下のようである:
- You.（1人称単数）
- Tu.（2人称単数）
- Él, eilla, eillu.（3人称単数（男・女・中））
- Nosoutros.（1人称複数）
- Vosoutros.（2人称複数）
- Eillos, eillas.（3人称複数（男・女））

#### 指示詞
レオン語の指示詞は以下のようである。
単数
- 男性: Este, ese, aquel.
- 女性: Esta, esa, aqueilla.

複数
- 男性: Estos, esos, aqueillos.
- 女性: Estas, esas, aqueillas.

#### 動詞
レオン語では3つの活用の種類がある。
- 第1活用:-'are'で終わる動詞
- 第2活用:-'ere'で終わる動詞
- 第3活用:-'ire'で終わる動詞

レオン語は動詞の複合時制を欠いており、行為をさらに分けた以下の時制を持っている。
- 過去形:終わった行為
- 現在形:展開中の行為
- 未来形:これから展開されようとしている行為

レオン語の法としては直説法と接続法がある。